# パパはグーフィー
『パパはグーフィー』（原題：Goof Troop）は、ウォルト・ディズニー・テレビジョン・アニメーションが制作したアメリカ合衆国のテレビアニメ。アメリカでは1992年9月5日から同年12月5日までに全78話と「クリスマス・スペシャル」が放送された。

## 概要
ミッキー&フレンズのメインキャラクターであるグーフィーを主役としたアニメーション作品。本作では彼の一人息子のマックスを加えた世帯持ちとして描かれており、お隣同士であるピート家と共に繰り広げられる日常的な騒動を題材とするシットコムアニメとして制作された。
本作の終了後は2つの続編が1995年と2000年に制作されたほか、『ハウス・オブ・マウス』など本作の設定やキャラクターを引き継いだ関連作品なども展開された。

### テレビ放送
アメリカではまず有料放送のディズニー・チャンネルにて1992年4月20日から7月12日まで一部回の先行放送が行われ、その後同年9月5日より本放送を開始した。
アメリカでは月曜から土曜までの帯番組として編成され、平日の放送分は地方局の番組販売向けに制作された夕方の放送枠『ディズニー・アフターヌーン』枠にて、土曜の放送分はABC系全国ネットで朝に放送された。前者はシーズン1、後者はシーズン2と呼ばれる。

### 日本での展開
日本では1994年にWOWOWの「ディズニーアニメ劇場」枠にて初回放送が行われ、8月から11月にかけて全78話を放送。「クリスマス・スペシャル」のみ劇中の季節に合わせる形で12月22日に放送された。
初回放送終了後はトゥーン・ディズニー→ディズニー・チャンネル（2011年に放送終了）やファミリー劇場（一部話数のみ放送）での放送が実施されている。
配信サービスではBeeTV及びHulu（「ディズニー・ボックス」枠）での配信を実施。その後、2019年よりディズニープラスでの配信が開始された。ただし、全話数の中で「この土地は誰のもの」、「ビッグフットあらわる」、「クリスマス・スペシャル」の3話は配信リストから外されており視聴不可となっている。

## 登場キャラクター

### グーフ家
グーフィー
声 - ビル・ファーマー / 島香裕
詳しくは当該項目を参照。本作では一人親家庭として一人息子のマックスを育てている。とある町のトレーラーハウスに住んでいたが、技術の資格を得たと同時にスプーナーズビルに引っ越してきた。
平和を好むのんびりとした性格が特徴で、周囲に迷惑をかけることも多々ある。また、早口を聞き取れないことがあり、時々おかしな返事や解釈をすることもある。
マックスには良い父親でありたいと思っており、少々過保護な面もあるがマックスへの愛情深さは真っ直ぐなもので、時には度の過ぎた行動を取ったマックスをきちんと叱ることもある。お隣のピートにだしに使われることもしばしば。
強運の持ち主であり、話の終盤でノーベル賞を採る、大金を得る、市長になる等、ハッピーエンドになる事が多い。
グーフ家には先祖の教訓や言動をまとめたアルバムが保管されており、マックスに説教をする際に読み聞かせることもある。しかしそのアルバムは何故か中世どころか原始時代に至るまでの先祖が記されている。
マックス
声 - ダナ・ヒル / 坂本千夏
スケートボードが好きな現代っ子。グーフィーの過保護っぷりとドジな所にウンザリしている面もあるが、グーフィーを父親として尊敬し頼りにしている。機転が利き、グーフィーを丸め込んだりもしている。
何故かグーフ一族の先祖のアルバムを嫌っているが、最終的にはその内容を聞き入れ自らの考えを改める事も多い。
後述の長編作品ではキャラクターの成長に伴い担当声優が山口勝平へと変更されたが、幼少期の場面ではテレビ版で担当した坂本が続役する形で吹き替えが行われた。
ワッフルズ
声 - フランク・ウェルカー
グーフ家の飼い猫。隣に住んでいる飼い犬のチェーンソーとは仲が悪い。

### ピート家
ピート
声 - ジム・カミングス / 大平透
詳しくは当該項目を参照。
お隣のグーフ家とは家族ぐるみの付き合いをしているが、グーフィ、更には息子であるマックスやPJをこき使っている。また自身の二人の子供達に対しても「税金の控除の時くらいしか役に立たない」と言っているが、基本的には家族思い。特に娘のピストルには甘い。
今作では大分丸くなっているが狡賢いは健在。グーフ家の水道管を勝手に繋ぎ換え水道代を誤魔化す、改装業者のキャンペーンを横取りする、コンテストでライバルを妨害してまで優勝するなどの悪行を働くが、妻のペグに手痛い仕打ちを受ける、警察に捕まる、大金を失う等、バッドエンドになる事が多い。
実は高所恐怖症なのだが、威厳を保つためPJには嘘だらけの経歴や写真を見せていた。この高所恐怖症は先祖代々によるもので、先祖は1、2メートル程度の段差を恐がっていたほか、当のピート本人に至っては脚立の上に立つことすら難しいほどである。しかし最終的には自分が高所恐怖症であることを認め、PJと共に克服（？）に乗り出す。
経営する中古車センターでは度々客を騙して廃車同然の車を高額で売りつけるなどの行為を見せているものの、不動産や占いなどの詐欺には引っかかるなど騙されやすい一面もある。
趣味は釣りとハンティング。愛用のクルーザーは少し傷が付いただけで発狂するほど。尚このクルーザーは劇中で何度か壊れているが、いつの間にか元通り自宅の横へ据え付けられている。
子供の頃、ゴルフ大会で恥をかいて以来、ゴルフを嫌っている。
一方で恐妻家でもあり妻のペグに怒鳴られては度々身を小さくしている。マザコンな一面もある。
ペグ
声 - エイプリル・ウィンチェル / 小宮和枝
ピートの妻でPJとピストルの母親。不動産の仕事をやっている。美人で気立てがよく家族思いというピートには勿体ないほどの奥さんだが、少々気の荒い一面がありピートを完全に尻に敷いている。グーフィーとピートとは学生時代からの知り合いで、当時はマドンナ的存在だった。夫とは対照的にグーフ家のことは気に入っており、何かと手助けしている。
ピート・ジュニア（PJ）
声 - ロブ・ポールセン / 高乃麗
ピートの息子。愛称はPJ（ピージェイ）。マックスの親友。最初はピートから遊び道具に傷をつけてはダメと言われていたがマックスと出会ってからは普通通りに遊んでいる。ゲーマーでもありゲーム大会で優勝した経験もある。
見た目はピート似だが横暴で我儘な父とは違い、少々間の抜けた面もあるがナイーブで心の優しい少年である。一方で見栄を張りがちな面と高所恐怖症という父の弱点はしっかり受け継がれている。
ピストル
声 - ナンシー・カートライト / かないみか
ピートの娘。かなりやんちゃで活発。歯が一本抜けている。
チェーンソー
声 - フランク・ウェルカー
ピート家の飼い犬。

### その他の登場キャラクター
ダグラス
声 - ロブ・ポールセン / 折笠愛
本名ダグラス・トゥリンク・マイヤー。PJ、マックスと同じ学校に通う小学生。保安委員のチーフであり、学校新聞の編集長でもある。学校一の不良トゥースとネイルズを従えるボスでもあるが、学校一の優等生な上に保安委員チーフであるため疑われることがなかった。マックスとＰＪの活躍で悪事が露見し、保安係としてピストルの幼稚園という危険区域担当にされてしまった。
デビー
声 - キャス・スーシー / 平野文
第31話に登場。
ローズ
声 - デビ・デリーベリー / 久川綾
PJの初恋の相手。第70話に登場。
ガルボンゾ
声 - ロバート・リッジリー / 北村弘一
第73話でマックス、PJが訪れたマジックショップの店主。

## 主題歌
オープニング「Goof Troop」
歌 - フィル・ペリー、日本語版 - 不明
デジタルリマスター版ではOPの一部場面が変更されている。
エンディング「Goof Troop（Instrumental）」
インストゥメンタルで30秒の演奏。日本語版では吹替版スタッフ・キャストの表記部分を含めて長尺になるよう編集されている。

## スタッフ
※各話EDより抜粋。
- 原案・監修・プロデューサー - ロバート・テイラー
- メインキャラクターデザイン - アレックス・マン
- 音楽 - マーク・ワターズ
- WDAJ回担当スタッフ
  - アニメーション総監督 - 山本繁
  - 監督 - 橋本三郎、山口祐司
  - アニメーション監督 - 後村武、和田久詩、保江圓、川又浩、鈴木信一
  - 動画・動画管理 - タマ・プロダクション、あにまる屋
  - 背景 - あにまる屋
  - 制作協力 - 中村プロダクション、スタジオロビン、スタジオキャッツ、ライトフット、高橋プロダクション、JADEアニメーション、上海朝陽動画
- 各話アニメーション制作 - ウォルト・ディズニー・アニメーション・ジャパン、ウォルト・ディズニー・アニメーション・オーストラリア、ウォルト・ディズニー・アニメーション・フランス、ケネディ・カートゥーン、ソヌアニメーション、ワン・フィルム・プロダクション、ギマラエス・プロダクション、ムービング・イメージ・インターナショナル
- 製作 - ウォルト・ディズニー・テレビジョン・アニメーション

### 日本語版制作スタッフ
- 翻訳 - 松原桂子、中島多恵子
- 演出 - 岡本知
- 録音制作 - グロービジョン
- 日本語吹き替え版製作 - Disney Character Voices international, Inc.

## 各話リスト
日本国内でのサブタイトル及び放送順はWOWOWでの初回放送を基に記載。後のディズニー・チャンネルでの放送時は初期の話数のみ順番を変更して放送された。
| 話数 (WOWOW) | 話数 (DCH) | 話数 (D+) | 話数 | サブタイトル                    | 原題                                                         | 放送日        | 放送日        |
| ------------ | ---------- | --------- | ---- | ------------------------------- | ------------------------------------------------------------ | ------------- | ------------- |
| 1            | 8          | 1         | 1    | グーフィーがやってきた          | Everything's Coming Up Goofy                                 | 1992年 9月5日 | 1994年 8月1日 |
| 2            | 10         | 2         | 2    | 仲直り大作戦                    | Good Neighbor Goof                                           | 9月5日        | 8月2日        |
| 3            | 1          | 6         | 6    | グーフィーは切り裂き魔?         | Midnight Movie Madness                                       | 9月10日       | 8月3日        |
| 4            | 2          | 5         | 5    | キャンプで対決                  | You Camp Take It with You                                    | 9月9日        | 8月4日        |
| 5            | 3          | 33        | 28   | 新聞記者になろう                | All the Goof That's Fit to Print                             | 10月12日      | 8月5日        |
| 6            | 4          | 46        | 40   | 正直者グーフィー                | In Goof We Trust                                             | 10月30日      | 8月8日        |
| 7            | 5          | 24        | 21   | ライバルをやっつけろ            | Inspector Goofy                                              | 10月1日       | 8月9日        |
| 8            | 6          | 73        | 63   | めいわくなピザ屋さん            | A Pizza the Action                                           | 12月2日       | 8月10日       |
| 9            | 7          | 4         | 4    | グーフィーの修理屋さん          | Unreal Estate                                                | 9月8日        | 8月11日       |
| 10           | 9          | 13        | 12   | 無人島へ行こう                  | Cabana Fever                                                 | 9月18日       | 8月12日       |
| 11           | 11         | 8         | 7    | まちがえられたグーフィー        | Counterfeit Goof                                             | 9月11日       | 8月15日       |
| 12           | 12         | 10        | 9    | パパは世界一                    | Meanwhile, Back at the Ramp                                  | 9月15日       | 8月16日       |
| 13           | 13         | -         | 34   | この土地は誰のもの              | Goof Under My Roof                                           | 10月20日      | 8月17日       |
| 14           | 14         | 17        | 15   | 空とぶピストル                  | Hot Air                                                      | 9月23日       | 8月18日       |
| 15           | 15         | 12        | 11   | 海賊の宝を探せ                  | Slightly Dinghy                                              | 9月17日       | 8月19日       |
| 16           | 16         | 9         | 8    | ぼくがパパの子                  | O, R-V, I N-V U                                              | 9月14日       | 8月22日       |
| 17           | 17         | 68        | 59   | グーフィーは疫病神              | The Good, the Bad and the Goofy                              | 11月26日      | 8月23日       |
| 18           | 18         | 37        | 32   | ボブおじさんにまかせろ          | Major Goof                                                   | 10月16日      | 8月24日       |
| 19           | 19         | 63        | 55   | スターをさがそう                | Buddy Building                                               | 11月20日      | 8月25日       |
| 20           | 20         | 49        | 42   | プロレスラーに挑戦              | The Incredible Bulk                                          | 11月3日       | 8月26日       |
| 21           | 21         | 15        | 13   | 消防士グーフィー                | Where There's Smoke, There's Goof                            | 9月21日       | 8月29日       |
| 22           | 22         | -         | 50   | ビッグフットあらわる            | Winter Blunderland                                           | 11月13日      | 8月30日       |
| 23           | 23         | 30        | 26   | ゴミの山は宝の山                | Waste Makes Haste                                            | 10月8日       | 8月31日       |
| 24           | 24         | 74        | 64   | ハラペコ大騒動                  | To Catch a Goof                                              | 12月3日       | 9月1日        |
| 25           | 25         | 31        | 27   | 捜査官エリオット・グーフ        | The Ungoofables                                              | 10月9日       | 9月2日        |
| 26           | 26         | 36        | 31   | 勝つのはどっち?                 | Tub Be or Not Tub Be                                         | 10月15日      | 9月5日        |
| 27           | 27         | 11        | 10   | 宇宙人からのメッセージ          | Close Encounters of the Weird Mime                           | 9月16日       | 9月6日        |
| 28           | 28         | 16        | 14   | グーフィーのお見合い            | Date with Destiny                                            | 9月22日       | 9月7日        |
| 29           | 29         | 3         | 3    | PJ最後の願い                    | Axed by Addition                                             | 9月7日        | 9月8日        |
| 30           | 30         | 21        | 18   | ドロボー退治はまかせて          | Max-imum Protection                                          | 9月28日       | 9月9日        |
| 31           | 31         | 23        | 20   | 不良少年をやっつけろ            | Leader of the Pack                                           | 9月30日       | 9月12日       |
| 32           | 32         | 59        | 51   | 太りすぎに御用心                | Gymnauseum                                                   | 11月16日      | 9月13日       |
| 33           | 33         | 42        | 36   | いじめっ子はだれ?               | Lethal Goofin'                                               | 10月26日      | 9月14日       |
| 34           | 34         | 51        | 44   | ねらわれたピート                | For Pete's Sake                                              | 11月5日       | 9月15日       |
| 35           | 35         | 55        | 47   | 窓ふきで勝負                    | Window Pains                                                 | 11月10日      | 9月16日       |
| 36           | 36         | 75        | 65   | OD牧場の決戦                    | Gunfight at the Okie-Doke Corral                             | 12月4日       | 9月19日       |
| 37           | 37         | 18        | 16   | ぼくに野球をさせないで          | Take Me Out of the Ball Game                                 | 9月24日       | 9月20日       |
| 38           | 38         | 25        | 22   | 夢はロックスター                | Shake, Rattle & Goof                                         | 10月2日       | 9月21日       |
| 39           | 39         | 40        | 35   | 意地悪はソンのもと              | Goodbye Mr. Goofy                                            | 10月23日      | 9月22日       |
| 40           | 40         | 60        | 52   | ハエになったピート              | Come Fly with Me                                             | 11月17日      | 9月23日       |
| 41           | 41         | 57        | 49   | ペットの世話は誰がする?         | Where There's a Will, There's a Goof                         | 11月12日      | 9月26日       |
| 42           | 42         | 27        | 23   | 死なないでピート                | Terminal Pete                                                | 10月5日       | 9月27日       |
| 43           | 43         | 50        | 43   | 家事チャンピオンをめざせ        | Mrs. Spoonerville                                            | 11月4日       | 9月28日       |
| 44           | 44         | 19        | 17   | ドジとウソとビデオコンテスト    | Wrecks, Lies & Videotape                                     | 9月25日       | 9月29日       |
| 45           | 45         | 28        | 24   | 金塊さがして大金持ち            | Fool's Gold                                                  | 10月6日       | 9月30日       |
| 46           | 46         | 22        | 19   | ご先祖さま、グーフィンフッド    | Goofin' Hood and His Melancholy Men                          | 9月29日       | 10月3日       |
| 47           | 47         | 52        | 45   | 大都会で大冒険                  | Big City Blues                                               | 11月6日       | 10月4日       |
| 48           | 48         | 66        | 57   | ピートのカモ狩り                | Goofs of a Feather                                           | 11月24日      | 10月5日       |
| 49           | 49         | 54        | 46   | ツキを呼ぶ男グーフィー          | Rally Round the Goof                                         | 11月9日       | 10月6日       |
| 50           | 50         | 43        | 37   | フランケングーフの怪物          | Frankengoof                                                  | 10月27日      | 10月7日       |
| 51           | 51         | 45        | 39   | 走れ!うっかりサミー             | Pete's Day at the Races                                      | 10月29日      | 10月10日      |
| 52           | 52         | 61        | 53   | ピート式ダイエット法            | As Goof Would Have It                                        | 11月18日      | 10月11日      |
| 53           | 53         | 62        | 54   | グーフィーいち族だよ、全員集合! | Calling All Goofs                                            | 11月19日      | 10月12日      |
| 54           | 54         | 35        | 30   | オバケなんか怖くない            | Hallow-Weenies                                               | 10月14日      | 10月13日      |
| 55           | 55         | 72        | 62   | コックになったグーフィー        | Partners in Grime                                            | 12月1日       | 10月14日      |
| 56           | 56         | 34        | 29   | 社長になったPJ                  | To Heir Is Human                                             | 10月13日      | 10月17日      |
| 57           | 57         | 48        | 41   | 赤ちゃんなんか大きらい          | And Baby Makes Three                                         | 11月2日       | 10月18日      |
| 58           | 58         | 44        | 38   | ロケット博士グーフィー          | E=MC Goof                                                    | 10月28日      | 10月19日      |
| 59           | 59         | 29        | 25   | ワッフルズはCMスター            | Cat's Entertainment                                          | 10月7日       | 10月20日      |
| 60           | 60         | 69        | 60   | 小学生になったグーフィー        | Educating Goofy                                              | 11月27日      | 10月21日      |
| 61           | 61         | 39        | 33   | 清き一票をグーフィーに          | A Goof of the People                                         | 10月19日      | 10月24日      |
| 62           | 62         | 65        | 56   | ピートの"聖者がこわい"          | Dr. Horatio's Magic Orchestra                                | 11月23日      | 10月25日      |
| 63           | 63         | 56        | 48   | グーフィー街の悪夢              | Nightmare on Goof Street                                     | 11月11日      | 10月26日      |
| 64           | 64         | 67        | 58   | ギャング対グーフィー            | Goof Fellas                                                  | 11月25日      | 10月27日      |
| 65           | 65         | 71        | 61   | ジャングルの女王ペグ            | Peg o' the Jungle                                            | 11月30日      | 10月28日      |
| 66           | 66         | 26        | 69   | おかしな恐竜バブルス            | Great Egg-Spectations                                        | 10月3日       | 10月31日      |
| 67           | 67         | 14        | 67   | やっかいな預かり物              | Maximum Insecurity                                           | 9月19日       | 11月1日       |
| 68           | 68         | 32        | 70   | ピストルのサーカスを救え        | Three Ring Bind                                              | 10月10日      | 11月2日       |
| 69           | 69         | 7         | 66   | バイク野郎マックス              | Queasy Rider                                                 | 9月12日       | 11月3日       |
| 70           | 70         | 20        | 68   | PJの初恋                        | Puppy Love                                                   | 9月26日       | 11月4日       |
| 71           | 71         | 58        | 75   | ペグは上流婦人                  | Goofin' Up the Social Ladder                                 | 11月14日      | 11月7日       |
| 72           | 72         | 64        | 76   | 名探偵シャーロック・グーフィー  | Sherlock Goof                                                | 11月21日      | 11月8日       |
| 73           | 73         | 47        | 73   | 天才マジシャン・マックス        | Talent to the Max                                            | 10月31日      | 11月9日       |
| 74           | 74         | 76        | 78   | 原始人グーフィー                | Clan of the Cave Goof                                        | 12月5日       | 11月10日      |
| 75           | 75         | 70        | 77   | ヒーローは高いところがお好き?   | From Air to Eternity                                         | 11月28日      | 11月11日      |
| 76           | 76         | 38        | 71   | ふしぎの国のピストル            | Pistolgeist                                                  | 10月17日      | 11月14日      |
| 77           | 77         | 41        | 72   | 水泥棒ピート                    | Bringin' on the Rain                                         | 10月24日      | 11月15日      |
| 78           | 78         | 53        | 74   | 思い出のゴルフ場                | Tee for Two                                                  | 11月7日       | 11月16日      |
| SP           | -          | -         | SP   | クリスマス・スペシャル          | Goof Troop Christmas: Have Yourself a Goofy Little Christmas | 11月26日      | 12月22日      |

## 映像ソフト化
本国では全話を収録した映像ソフトが発売されているが、日本国内での展開は行われていない。ただし、53話「グーフィーいち族だよ、全員集合!」のみ下記の『グーフィー・ムービー ホリデーは最高!!』のDVDの特典映像として収録されている。

## 劇場版・OVA

### 劇場版
- グーフィー・ムービー ホリデーは最高!!

1995年公開。本作の後日談で、マックスの高校時代の作品。

### OVA
- ミッキーのクリスマスの贈りもの

1999年発売。オムニバス形式となっており、2本目の『グーフィーとマックスのサンタを探せ!』は本作の前日談となっている。
- 史上最強のグーフィー・ムービー Xゲームで大パニック!

2000年発売。前述の劇場版の後日談となっており、マックスが大学時代の作品。